# Bodeča neža (nagrada)
Bodeča neža je naziv nečastne nagrade, ki jo kolektiv Rdeče zore in uredništvo spletnega portala spol.si podeljujeta za najbolj seksistično izjavo zadnjega leta. Kolektiv Rdeče zore jo je prvič podelil na mednarodni dan žensk, 8. marca 2013. Leta 2015 se je iniciativi pridružil portal spol.si.
Vsako leto so nominirane izjave, ki so jih posamezniki prijavili preko spletnega obrazca in za katere delovna skupina, sestavljena iz predstavnikov uredništva spletnega portala spol.si in kolektiva Rdeče zore, presodi, da ustrezajo merilom seksističnega govora. Gre za izjave, ki javno napadajo, ponižujejo in žalijo druge na podlagi spola, spolne usmerjenosti ali spolne identitete. Javnost nato med nominiranimi izjavami izbere »zmagovalko«. Glasovanje poteka spomladi, zmagovalca pa razglasijo na Mednarodnem kvirovskem in feminističnem festivalu Rdeče zore.

## Prejemniki bodeče neže
| Leto      | Avtor izjave                                                                    | Izjava |
| --------- | ------------------------------------------------------------------------------- | --- |
| 2013      | Vlado Žabot, pisatelj, nekdanji predsednik Društva slovenskih pisateljev        | »Pa jaz tebe ne razumem, kako to, namesto da bi kričala ‘Vlado, pofuki me, pofuki me v rit!’, pa tlele kot ena hruška sama hodiš na vsak festival.« (seksistična izjava desetletja, izrečena prevajalki leta 2004 na festivalu Vilenica) |
| 2014/2015 | Milan Kučan, bivši predsednik republike                                         | Novinarko POP TV-ja, ki ga je prosila za odziv na aktualno politično dogajanje, je vprašal, ali je poročena, in ji nato dejal, da naj raje dela na tem. |
| 2014/2015 | Simona Fišer Kralj, raziskovalka z Biološkega inštituta Jovana Hadžija ZRC SAZU | »Vsem moškim so všeč dolge noge«. (posebna nagrada za izjavo v članku časopisa Dnevnik) |
| 2015/2016 | Borut Pahor, predsednik republike                                               | »Ajde, miška mala, gremo! To mi deli, to mi deli!« (izrekel jo je na maturantski paradi) |
| 2015/2016 | Rosvita Pesek, televizijska voditeljica                                         | »Poenostavite za ženske, lepo prosim.« (izrekla jo je v Odmevih po obrazložitvi Zorana Stančiča o predlogu nove evropske direktive o strelnem orožju) |
| 2016/2017 | Angelca Likovič, političarka                                                    | Za dve izjavi: »Resnično vsak otrok je spočet z ljubeznijo, razen tisti, ki so posiljeni. So pa nekatere ženske posiljene, ampak tudi tem posiljenim ženskam je treba pomagati, da rodijo otroke, ker bodo potem srečne, tiste posiljevalce pa lahko kaznujemo, od ena do deset let zapora.« (v oddaji Tarča) »Poglejte, kaj je Merklova v Nemčiji naredila, ker nima nobene reprodukcije, koliko ljudi iz tujine je potegnila. Mi se borimo za to, da bomo imeli naše potomce s slovenskimi koreninami, zato podpiramo vse mamice, da rodijo, tudi posiljene.« [...] »Poglejte, drage moje gospe, če bi vaše mame naredile splav, vas ne bi bilo danes tukaj, tudi mene ne, zato sem jaz proti splavu.« (v oddaji Dobro jutro) |
| 2017/2018 | Boštjan M. Zupančič, nekdanji ustavni sodnik                                    | »Simone Veil je bila travmatizirana ženska, ki je preživela koncentracijska taborišča. Nihče ne govori o tem, kako so te travme povzročile, da je postala 'mati vseh abortusov'. Zaradi njene zakonodajne pobude, medtem ko je bila francoska ministrica za 'zdravje', je bilo in je še milijonom otrok odtegnjena pravica do pravne subjektivitete. Tem nerojenim otrokom, pravnim subjektom kot še nerojenim (nascituri) od Rimskega prava, je še naprej odtegnjena pravica do življenja, ki bi morala izhajati iz 2. člena Evropske konvencije o varstvu človekovih pravic. Mediji jo slavijo celo posthumno, medtem ko bi jo bilo treba obsoditi kot največjo morilko vseh časov.« (izjava, objavljena na Facebooku)        |
| 2018/2019 | Viljem Ščuka, pediater in psihoterapevt                                         | »Množična posilstva deklic (sošolk) niso možna, če so deklice proti. Za spolni odnos sta odgovorna oba udeleženca, saj se dogaja pri polni zavesti obeh.« (izjava za spletni portal Svet24) |
| 2019/2020 | Bojan Emeršič, igralec                                                          | »Ni mi namreč všeč pretirana emancipacija zadnjih 15 let, ženske se borite za svoje pravice, ki pa jih že imate. To vpliva tudi na erotiko, kar pa ni prav, saj smo moški in ženske drugačni. Moški je od nekdaj lovec, zdaj pa izgublja svojo primarno vlogo.« (izjava v intervjuju za Delovo prilogo Vikend) |
| 2020/2021 | Žiga Turk, nekdanji šolski minister                                             | »Ampak bistvo se mi zdi drugje. Če je seks samo rekreacija, potem posilstvo ni nič hujšega kot faul. Če pa seks ni rekreacija, pa pade temeljna premisa naprednega pogleda na to vprašanje, ki je uveljavljeno od 1968 dalje.« (zapis na Twitterju) |
| 2021/22   | Andrej Vončina, duhovnik                                                        | »Da, profesionalni šport ženske odvrača od njihovega poslanstva, biološka ura pa tiktaka. Profesionalni šport ima tudi ogromno kvarnih dejavnikov, ki ženske uničuje. Podobno je tudi drugod. Izročilo ni kar tako in točno pove, kje se ženska res uresniči in kje je svobodna.« (17. februarja 2022 v reviji Reporter) |
| 2022/23   | Simona Pajk, ravnateljica ljubljanske waldorfske šole                           | »Na naši šoli so prepovedani barvanje las, lakiranje nohtov in drugo lepotičenje. Prepovedana so minikrila in majice s tankimi, špageti naramnicami. In mi to tudi utemeljimo dekletom. Namreč, fantom se je v teh pubertetniških letih že tako težko zbrati, utopljeni so v hormonih, in če potem poleg šestnajst, sedemnajst let starega fanta sedi dekle, ki je poleg tega, da je lepo, še strašno pomanjkljivo oblečeno, se fant res ne more koncentrirati na pouk. In to dekleta lepo sprejmejo in razumejo.« (2. septembra 2022 v oddaji Obleka naredi učenca? na Radiu Prvi) |